# Cheilanthes induta
Cheilanthes induta là một loài dương xỉ trong họ Pteridaceae. Loài này được Kunze mô tả khoa học đầu tiên.